# Nokia 6070
Nokia 6070 — мобільний телефон, виготовлений компанією Nokia. Випущений 2006 року. Працює в трьох діапазонах частот GSM 900, 1800 та 1900 МГц (850 та 1900 МГц в американській моделі) з автоматичним перемиканням між ними. Має невеликі розміри — 105,4 х 44,3 х 18,6 мм і вагу — 88 грамів. Вийшов у другому кварталі 2006 року. Телефон працює на програмній платформі Nokia S40. Серед особливостей — VGA камера, FM-радіо та запис голосу.

## Ключові особливості
- CSTN дисплей 128 × 160.
- СМС / MMS (до 150 кБ).
- Java ME.
- Push to talk.
- Веббраузер xHTML.
- Підтримка електронної пошти POP3 та IMAP4.
- Вбудована VGA камера для зйомки відео та фото з роздільною здатністю 0.3 МП.
- FM-радіо.
- Інфрачервоний порт.
- Гучний динамік (може використовуватись під час дзвінків як гучномовець).
- Роз'єм Pop-Port.
- Підтримка синхронізації.
- EDGE.
- Формат сім-картки — Mini-SIM.
- Поряд з фотокамерою наявне невелике дзеркальце.
- В корпусі є отвори під шнурок для телефону.
- 2.6 МБ вбудованої пам'яті, доступної користувачу[2].

## Підтримувані медіа формати
- Зображення: .bmp, .jpg, .gif, .png, .tiff
- Тони: .nrt (англ. Nokia Ringing Tune), .mid, .mp3, .amr
- Відео: .3gp
- Теми: .nth (англ. Nokia Themes)
- Додатки: .jar
- Вебсторінки: XHTML, HTML[3]

## Відомі проблеми
- Під час встановлення програм, розмір яких становить 130-150 кБ, використовуючи Nokia PC Suite, з'являється повідомлення про помилку, яке говорить про те, що файл занадто великий для встановлення на телефоні, хоча максимальний розмір, що можна встановити на Nokia 6070, становить 150 кБ. Програми розміром 130-150 кбіт можна встановити за допомогою OTA (англ. over-the-air), використовуючи GPRS.
- Іноді, при використанні GPRS і майже заповненій пам'яті телефону (через ввімкнене кешування інтернет вмісту), телефон виходить з ладу і з'являється Білий екран смерті.
- Під час доступу до вхідних текстових повідомлень при одночасному отриманні текстового повідомлення телефон виходить з ладу і з'являється Білий екран смерті.
- Деякі користувачі повідомляли, що в них виникала алергія на нікель через занадто сильну взаємодію пальців користувача з навігаційною клавішею, яка виготовлена з нікелю. Хоча в посібнику з експлуатації зафіксовано, що користувачі повинні уникати надмірного впливу нікелю, що може призвести до алергічної реакції. Кілька телефонів Nokia, які були одночасно на ринку використовують таку ж навігаційну клавішу, що і в Nokia 6070, ймовірно, для зниження вартості.

## Галерея

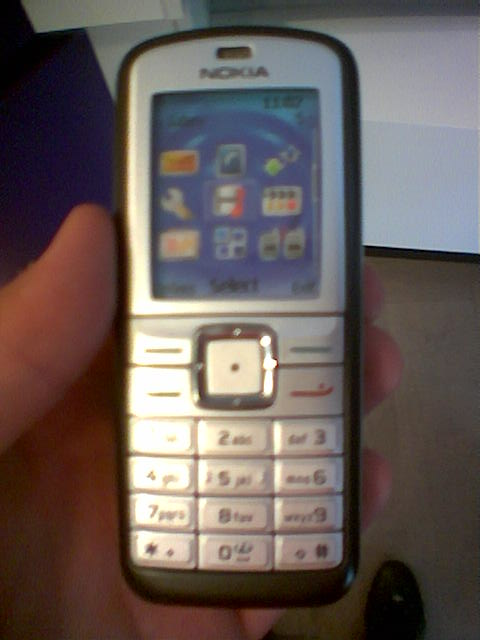
Телефон із включеним монітором
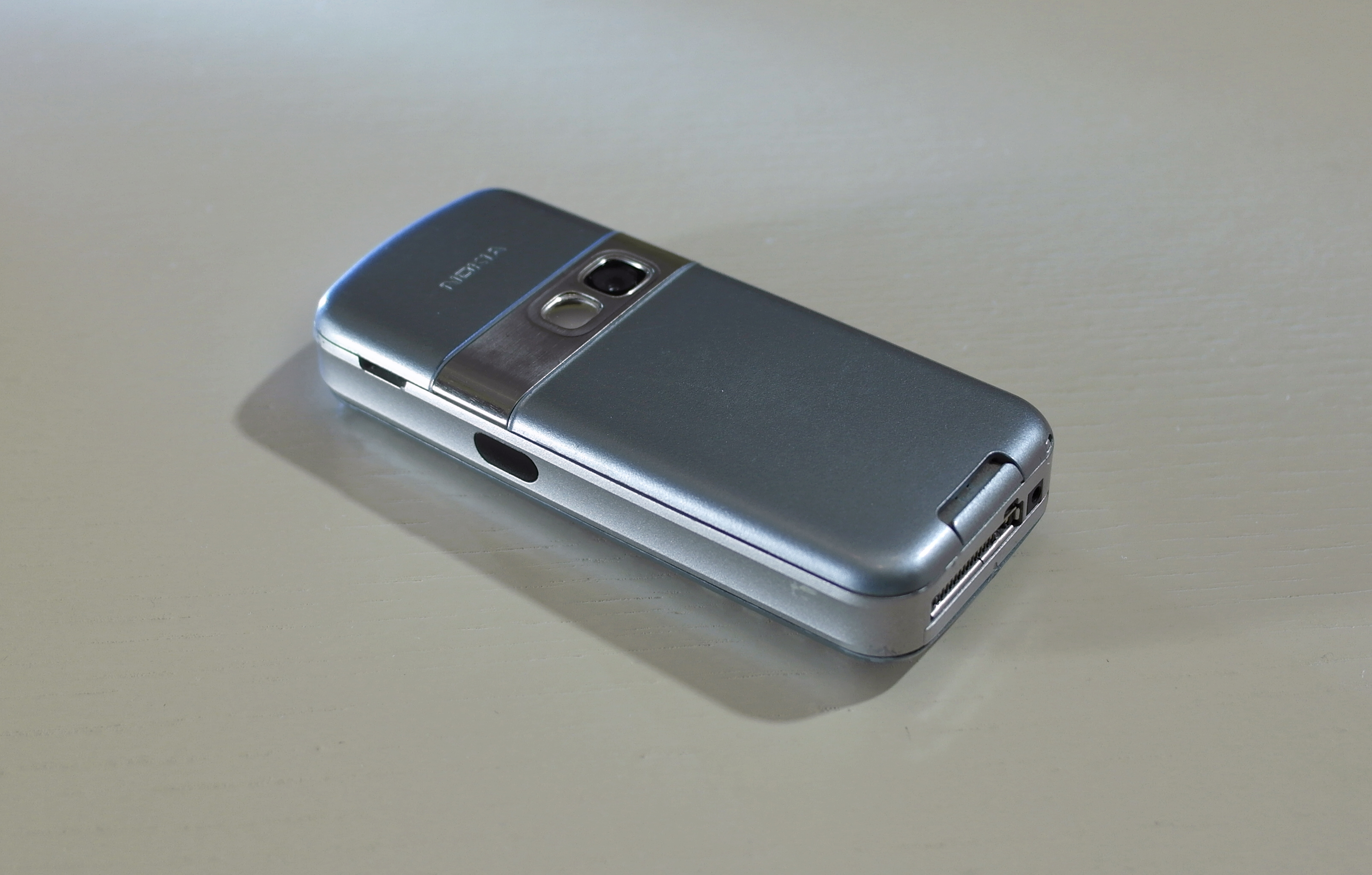
Задня панель
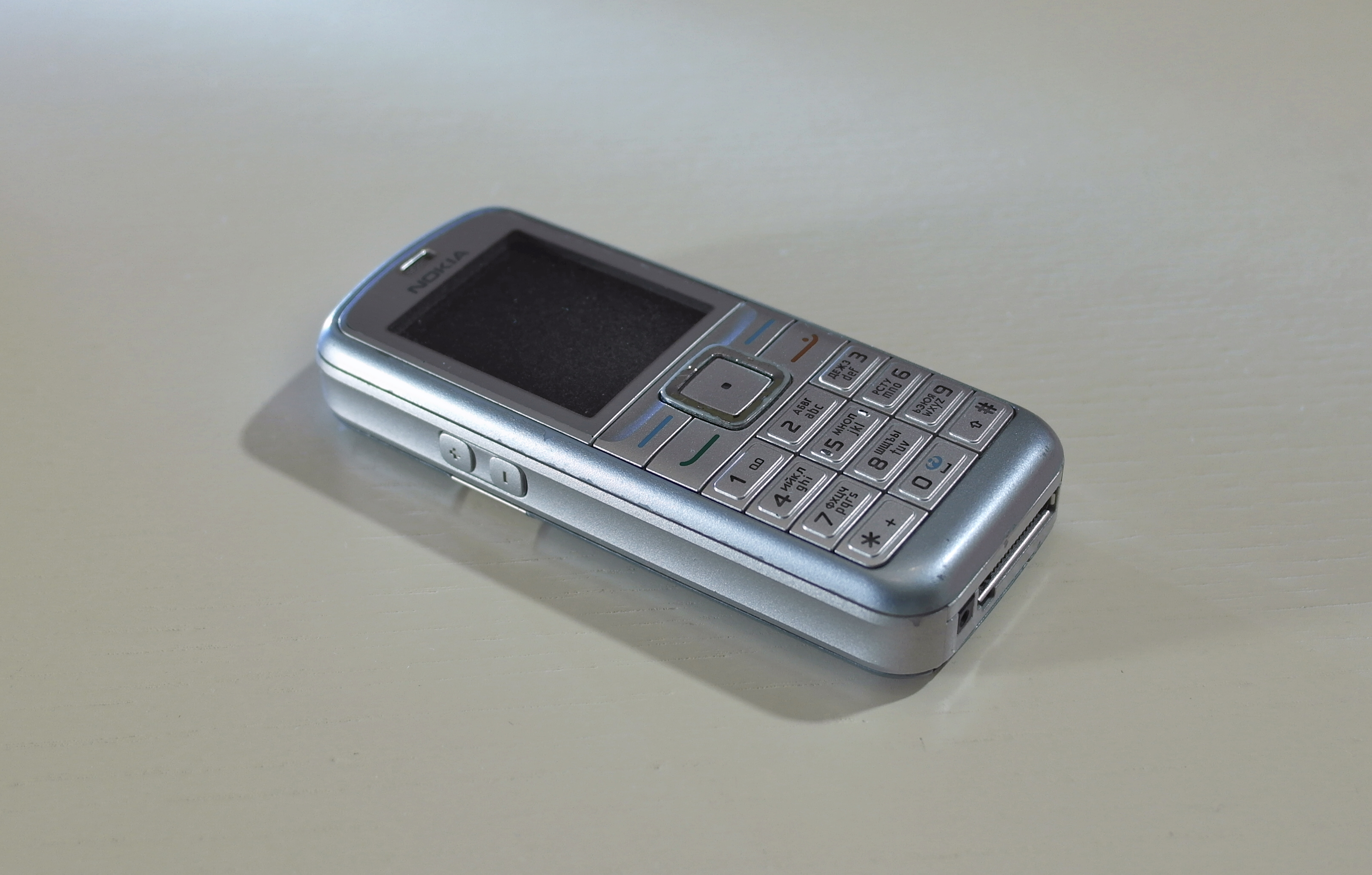
Бокова панель із клавішею гучності